# Museum der Inneren Mongolei
Das Museum der Inneren Mongolei (chinesisch 内蒙古博物院, Pinyin Nèiménggŭ Bówùyuàn; englisch: Inner Mongolia Museum) wurde 1957 gegründet befindet sich in der Gebietshauptstadt Hohhot.
Es ist das größte Museum der mongolischen Völker und das einzige staatliche Museum 1. Klasse im ganzen Autonomen Gebiet. Die Ausstellung bewahrt Exponate von Völkerkunde und Naturkunde. Damit bekommen die Besucher eine allgemeine Vorstellung über die historischen Beziehungen zwischen Natur und Zivilisation.